# Yeovil Town
Yeovil Town (offiziell: Yeovil Town Football Club) – auch bekannt als The Glovers – ist ein englischer Fußballklub aus Yeovil in der Grafschaft Somerset. Der Klub spielte von 2003 bis 2019 in den Spielklassen der Football League, seither ist er in der National League, der fünfthöchsten Liga Englands, aktiv.

## Geschichte
Der Yeovil Town Football Club wurde 1895 gegründet. Mehr als 100 Jahre spielte er im Non-League-Bereich, ehe 2003 der Aufstieg in die Third Division gelang. Erstmals überregional bekannt wurde der Klub, als er 1949 unter der Leitung des Spielertrainers Alec Stock die fünfte Runde im FA Cup erreichte. Dort gab es allerdings eine deutliche 0:8-Auswärtsniederlage bei Manchester United. Die Mannschaft spielte damals in der Southern League, die zwischen 1949 und 1966 viermal gewonnen wurde. 1979 gelang erstmals der Aufstieg in die Alliance Premier League, die höchste Spielklasse unterhalb der Football League. Nach dem Aufstieg in den Ligabereich 2003 gelang 2005 der Durchmarsch in die dritte englische Liga. Der bisher größte Vereinserfolg war 2013 der Aufstieg in die zweite englische Liga.

## Ligazugehörigkeit
(bis 1939 gleichzeitige Teilnahme an mehreren Ligen)
- 1895–1923: lokale Spielklassen
- 1919–1939: Western Football League
- 1922–1979: Southern Football League
- 1979–1985: Alliance Premier League
- 1985–1988: Isthmian League
- 1988–1995: Football Conference
- 1995–1997: Isthmian League
- 1997–2003: Football Conference
- 2003–2005: Football League Third Division/Football League Two
- 2005–2013: Football League One
- 2013/14: Football League Championship
- 2014/15: Football League One
- 2015–2019: Football League Two / EFL League Two
- 2019–2023: National League
- 2023–2024: National League South
- seit 2024: National League